# Лі Стемпняк
Лі Стемпняк (англ. Lee Stempniak; 4 лютого 1983, м. Вест-Сенека, США) — американський хокеїст, правий нападник. Виступає за «Калгарі Флеймс» у Національній хокейній лізі.
Виступав за Дартмутський коледж (NCAA), «Сент-Луїс Блюз», «Пеорія Рівермен» (АХЛ), «Торонто Мейпл-Ліфс», «Фінікс Койотс».
В чемпіонатах НХЛ — 507 матчів (127+144), у турнірах Кубка Стенлі — 11 матчів (0+2).
У складі національної збірної США учасник чемпіонатів світу 2007, 2008 і 2009 (23 матчі, 8+7).